# Erythemis vesiculosa
Die Erythemis vesiculosa ist eine Libellenart der Gattung Erythemis aus der Unterfamilie Sympetrinae. Ihr Verbreitungsgebiet erstreckt sich vom Süden der USA über ganz Mittel- und Südamerika.

## Merkmale

### Bau der Imago
Das Tier erreicht eine Länge von 55 bis 65 Millimeter, wobei 40 bis 48 Millimeter davon auf das Abdomen entfallen. Die Hinterflügel sind zwischen 38 Millimeter und 45 Millimeter lang.
Diese relativ große Libelle hat graue oder braune Facettenaugen und einen leuchtend grünen Thorax. Die Beine sind am Körper ebenfalls grünlich nach unten hin aber zunehmend schwarz.
Die Flügel sind durchsichtig und weisen bei jungen Tieren ein grünes Pterostigma auf.
Auch das Abdomen ist überwiegend grün, wobei die Segmente eins bis drei geschwollen sind und die Segmente vier bis sieben dunkle Ringe aufweisen. Die Segmente acht bis zehn sind schwarz. Die Cerci sind hellgelb oder grün.

### Bau der Larve
Die rundlichen Augen sind seitlich unten am Kopf angeordnet und das Abdomen endet eher stumpf.
Die paarigen Seitenplatten (Ventrolateralplatten) des elften Hinterleibssegmentes, der so genannte Paraproct, sind an der Spitze stark verbogen. Auf dem neunten Segment besitzt sie winzige Stacheln.
Die Larve ist bis auf den Prothorax unbehaart. Der Kopf ist länger als der Thorax, wobei am Unterkiefer vier Einkerbungen vorhanden sind. Die molare Zahnformel ist (2-4), allerdings stets ohne molaren Damm. Das dritte Segment der Antennen ist das längste. Die paarigen Seitenplatten (Ventrolateralplatten) des elften Hinterleibssegmentes, der so genannte Paraproct, sind von der Seite gesehen glatt.